# Apple Panic
Apple Panic è un videogioco per Apple II prodotto dalla Brøderbund nel 1981, poi portato anche ad altri home computer nel 1982. È un videogioco a piattaforme a schermata fissa, anche se manca la capacità di saltare, tipica di questo genere.
È una rivisitazione del videogioco arcade Space Panic del 1980, che nelle sale giochi ebbe scarso successo, probabilmente per l'eccessiva difficoltà, ma Apple Panic ne fu un efficace rifacimento.

## Modalità di gioco
Il giocatore controlla un omino in grado di camminare orizzontalmente su delle piattaforme di mattoni e salire/scendere delle scale a pioli. Ogni livello brulica di mostri, che si muovono nello stesso modo e alla stessa velocità, ma in modo completamente casuale, e che sconfiggono il giocatore se lo toccano. Scopo del gioco è eliminare tutti i mostri prima che scada il tempo, passando così al livello successivo.
L'unica arma dell'omino è una pala, con la quale può scavare o richiudere in pochi secondi delle buche attraverso i pavimenti. Se un mostro cade in un buco rimane intrappolato per parecchi secondi, e durante quel tempo l'omino ha l'opportunità di tornare a richiudere il buco, facendo precipitare il mostro al piano di sotto e uccidendolo. Il buco si richiude anche se il mostro riesce a liberarsi prima. L'omino può usare le buche anche per gettarsi al piano sottostante (per quanto cada dall'alto, rimane illeso).
Un altro modo per uccidere un mostro è fargliene cadere in testa un altro, ma è una mossa molto rara che richiede una buona dose di tempismo e fortuna.
Nei primi livelli i mostri sono tutti uguali (rappresentano delle mele giganti animate, da cui il titolo del gioco) e aumentano solo in numero, ma più avanti compaiono altri due tipi di mostri, la cui difficoltà in più è che devono cadere da un'altezza più elevata per essere uccisi, rispettivamente 2 e 3 piani. Per far ciò, l'omino deve scavare delle buche esattamente allineate una sopra l'altra, altrimenti il mostro rimane illeso nella caduta.